# لارا زارا
لارا يوسف زارا (مواليد 1982 بغداد ) هي سياسية كلدانية تشغل حالياً منصب مديرة ناحية ألقوش في محافظة نينوى، العراق.
تم تعيينها في منصب العمدة في يوليو 2017 من قبل مجلس محافظة نينوى بقيادة الحزب الديمقراطي الكردستاني  بعد أن اتهم رئيس البلدية السابق بالفساد من قبل مجلس المحافظة. هي أول رئيس بلدية مسيحي في العراق كونها كاثوليكية وعضوية في الحزب الديمقراطي الكردستاني. أثناء غزو داعش للعراق في صيف عام 2014، بقيت زارا في الكوش للدفاع عن المدينة بينما فر معظم السكان المحليين.